# 山口龍之助
山口 龍之助（やまぐち りゅうのすけ、1874年（明治7年）2月 - 1939年（昭和14年）5月7日）は、昭和時代初期に、第8代・仙台市長を務めた人物である。

## 人物
宮城県石巻市出身であり、宮城県土木課長を経て、仙台市長となった。
1927年（昭和2年）8月13日の仙台市会（市議会）投票において、15票を獲得、13票だった前市長・鹿又武三郎を下して当選した。しかし、この選挙戦では山口派と鹿又派が多数派工作のために激しく対立、市会において過半数の支持を獲得できなかった山口は、市長当選後にも困難な市政運営を強いられた。また、山口の擁立・選出は、もっぱら当時の田中義一内閣と宮城県知事・牛塚虎太郎による政友会拡張政策によるものであり、市民とは無縁のままに決定されたものであるとの批判もあった。
1930年（昭和5年）6月5日、自身が県土木課長だった時代の土木疑獄事件の発覚に伴って引責辞任、市長職から引退した。同年行われた仙台市長選挙に再度立候補するも、14票を獲得した新人の渋谷徳三郎に1票差で敗れ、市会の推薦は得られなかった。
その後は仙台商工会議所顧問を務めた。